# Shimonoseki
Shimonoseki (japanisch 下関市 -shi, veraltet auch: Schimonoseki) ist die südwestlichste Stadt auf Honshū, der Hauptinsel von Japan, und gehört zur Präfektur Yamaguchi.

## Geografie
Shimonoseki liegt nördlich der Kammon-Straße gegenüber der Stadt Kitakyūshū auf der Insel Kyūshū, mit der sie durch Tunnels, einer Fähre und die Kammon-Brücke verbunden ist.
30 Schiffsminuten nordwestlich befindet sich die Insel Futaoi.

## Geschichte
Bis zur Neuzeit hieß die Ortschaft Akamagaseki (赤間関/赤馬関) bzw. kurz Bakan (馬関).
In der Stadt fand am 17. April 1895 die Unterzeichnung des Vertrags von Shimonoseki statt, welche den Japanisch-Chinesischen Krieg (von 1894 bis 1895) beendete.
Am 1. Juni 1902 erfolgte die Umbenennung in Shimonoseki. Das 26. März 1937 eingemeindete Chōfu war früher die Hauptstadt der Provinz Nagato sowie des Daimyats Chōfu.
Die Bevölkerung ist seit den 1980ern mit zunehmendem Trend rückläufig. 1980 wohnten noch 325.000 Menschen in Shimonoseki.

## Verkehr
Bedeutend sind auch die Fährverbindungen nach Busan (Korea) und Qingdao (China).
- Straße:
  - Chūgoku-Autobahn
  - San'yō-Autobahn
  - Nationalstraße 2, nach Osaka oder Kitakyūshū
  - Nationalstraße 9, nach Kyōto
- Zug:
  - JR San’yō-Shinkansen, nach Tokio, Kyōto, Osaka und Hakata
  - JR San’yō-Hauptlinie, nach Kōbe
  - JR San’in-Hauptlinie, nach Kyōto

## Wirtschaft

Kanaldeckel mit Fugu-Motiv

Shimonoseki ist ein wichtiger Fischerei-Hafen. Er gilt insbesondere als traditioneller Heimathafen der japanischen Walfangflotte.
Neben der Fischverarbeitung (vor allem Fugu) sind wirtschaftlich bedeutsam: Werften, chemische Fabriken, Ingenieurbüros und auch Tourismus. Die größte Touristenattraktion ist der Akama-jingū, welcher dem japanischen Kindkaiser Antoku gewidmet ist.
Shimonoseki ist außerdem ein wichtiger Verkehrshafen. Bereits 1905–1945 verkehrten täglich Eisenbahnfähren nach Busan/Korea mit direktem Anschluss an die transsibirische Eisenbahn: Busan–Seoul–Uiju (China), Andong–Mukden (Russland/UdSSR), Manchurija usw.
Ab 1967 wurde der regelmäßige Passagierverkehr mit den asiatischen Nachbarn schrittweise wiederaufgenommen. Heute verkehren unter anderem wieder täglich Fähren nach Busan/Korea und zweimal wöchentlich nach Qingdao/China.

## Bildung
- Öffentliche
  - Städtische Universität Shimonoseki

## Söhne und Töchter der Stadt
- Kinuyo Tanaka (1910–1977), Schauspielerin und Regisseurin
- Yoshiaki Takaki (* 1945), Politiker
- Norio Wakamoto (* 1945), Synchronsprecher
- Yoshimasa Hayashi (* 1961), Verteidigungsminister
- Misato Michishita (* 1977), sehbehinderte Langstreckenläuferin und Olympionikin
- Naoki Nomura (* 1991), Fußballspieler
- Kazuki Kurokawa (* 2001), Hürdenläufer

## Städtepartnerschaften
- Qingdao (Volksrepublik China)
- Busan (Südkorea)
- Istanbul (Türkei)
- Pittsburg (USA)
- Santos (Brasilien)

## Weblinks

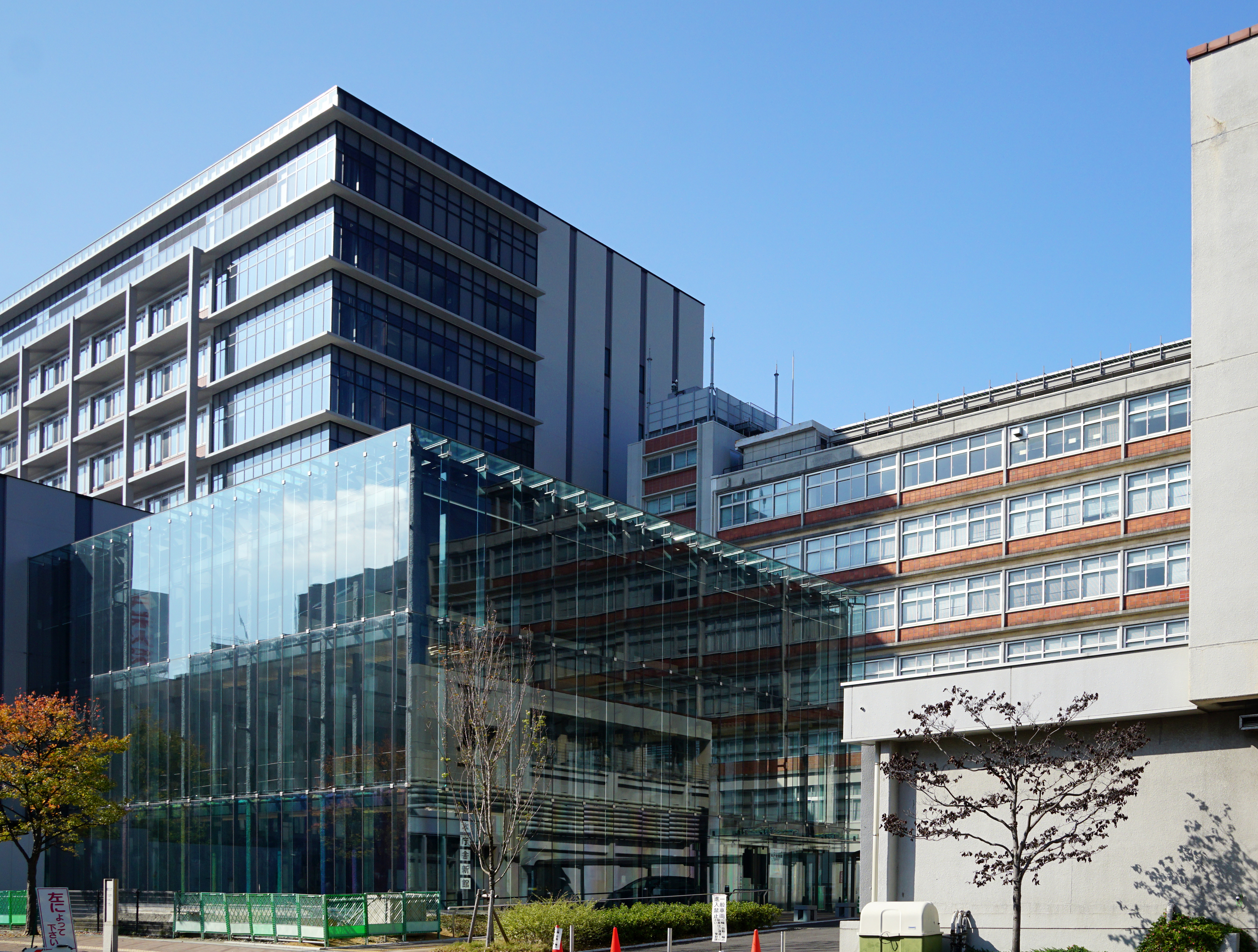
Rathaus von Shimonoseki

## Angrenzende Städte und Gemeinden
- Nagato
- San’yō-Onoda
- Mine